# Skarpögatan

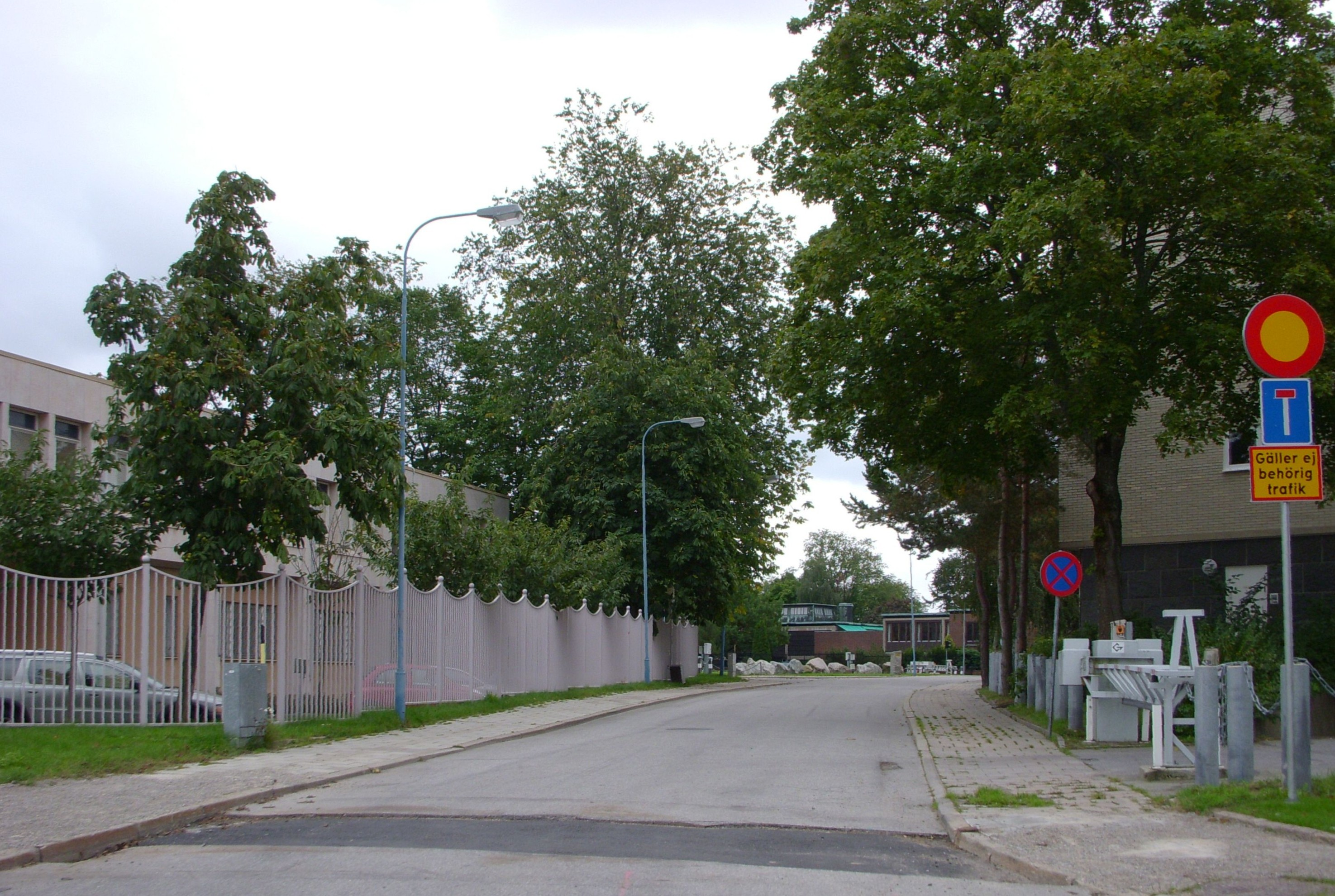
Skarpögatan vid Gärdesgatan, t.h. Tysklands ambassad, rakt fram Norges ambassad och t.v. Japans ambassad.

Skarpögatan är en gata på Östermalm i Stockholm. Skarpögatan leder i en svag böj i nord-sydlig riktning genom ambassadkvarteren i Diplomatstaden.
Skarpögatan fick sitt namn år 1948 under kategorin “skärgårdsnamn” efter Skarpö, norr om Rindö intill Vaxholm. Gatan börjar i söder vid övergången mellan Dag Hammarskjölds väg samt Djurgårdsbrunnsvägen och slutar i norr vid Gärdesgatan. Gatan är en återvändsgata och är avstängd för allmän trafik och obehöriga, beroende på alla ambassader som finns i området. Här har Tysklands ambassad, Norges ambassad och  Storbritanniens ambassad i Stockholm sina adresser.
Tidigare låg en Kolerakyrkogård i området.